# 天下第一味
《天下第一味》（英語：Unique Flavor）是一部台灣電視劇，開鏡時原名「台灣第一味」，2006年6月9日舉行開鏡，8月15日舉行首映會，自民國95（2006）年8月16日上檔，於民國96（2007）年9月19日播畢。接檔《金色摩天輪》之後，每週一至週五的晚上八點於三立台灣台首播，共286集，由陳昭榮、周幼婷、廖峻、石峰等主演，導演馮凱，劇情以日本料理漫畫《中華一番！》為藍本。2007年11月憑該劇榮獲第42屆金鐘獎年度電視節目行銷獎。該劇2013年被中國翻拍為《愛情自有天意》。2010年1月14日，重新剪輯播出。2023年5月14日於三立電視官方YouTube頻道「三立台劇」推出《天下第一味》高畫質版本。

## 播出時間
| 頻道        | 所在地   | 播映日期      | 播出時間               | 備註 |
| ----------- | -------- | ------------- | ---------------------- | --- |
| 三立台灣台  | 臺灣     | 2006年8月16日 | 週一至週五 20:00-21:45 | 2007年2月19日-2007年2月23日播出時間為20:00-21:30 2006年9月28日和2007年8月1日-2007年8月31日播出時間為20:00-22:00 |
| 八度空间    | 马来西亚 | 2007年        | 週一至週五 18:00-19:00 | |
| 無綫劇集台  | 香港     | 2009年3月2日  | 週一至週五 19:15-20:05 | 粤語配音 |
| 新传媒8频道 | 新加坡   | 2012年8月1日  | 週一至週五 16:30-17:30 | 國語配音 |

| 三立台灣台 星期一~五20:00 - 21:45           | 三立台灣台 星期一~五20:00 - 21:45             | 三立台灣台 星期一~五20:00 - 21:45 |
| ------------------------------------------- | --------------------------------------------- | --------------------------------- |
|                                             | 天下第一味 （2006年8月16日－2007年9月19日）   |                                   |
| 金色摩天輪 （2005年6月22日－2006年8月16日） | 我一定要成功 （2007年9月19日－2008年6月25日） |                                   |

| 新加坡 新传媒电视8频道 星期一~五16-30 - 17:30 | 新加坡 新传媒电视8频道 星期一~五16-30 - 17:30 | 新加坡 新传媒电视8频道 星期一~五16-30 - 17:30 |
| --------------------------------------------- | --------------------------------------------- | --------------------------------------------- |
|                                               | 天下第一味 （2012年8月1日－2013年10月29日）   |                                               |
| 真情满天下 （2011年3月25日－2012年7月31日）   | 天下父母心 （2013年10月30日－2015年3月12日）  |                                               |

| 越南Echannel 星期一~日19:55 - 21:55                  | 越南Echannel 星期一~日19:55 - 21:55        | 越南Echannel 星期一~日19:55 - 21:55 |
| ---------------------------------------------------- | ------------------------------------------ | ----------------------------------- |
|                                                      | 天下第一味 （2014年2月2日－2014年7月14日） |                                     |
| 包青天 (2009年電視劇) （2014年1月2日－2014年2月2日） | 夜市人生 （2014年7月15日－2016年5月16日）  |                                     |

## 演员名單
- 陳昭榮飾陳聖傑/劉聖傑
- 陳昭榮飾沈鈺安(客串)
- 周幼婷飾劉慧雯/陳慧雯
- 王耀慶飾陳聖昌
- 陳仙梅飾洪曉琳
- 王耿豪飾周強
- 連靜雯飾李雅芳
- 葉全真飾周佳玉
- 林佑星飾刘俊英
- 江宏恩飾堂本龍介(James)
- 謝金燕飾張曉萍
- 廖峻飾陳萬宗
- 狄莺飾林秀红
- 谢丽金飾陳聖芬
- 霍正奇飾刘文钦(客串)
- 李淑桢/林嘉俐飾杨惠美
- 何奕東飾李錦堂
- 石峰飾刘明峰
- 徐貴櫻飾趙靜月
- 杨庆煌飾刘重仁
- 苗可丽飾许明珠
- 陈霆飾邱永和
- 赵永馨飾刘文桦
- 龐祥麟飾洪坤龍
- 王中皇飾賴金發
- 王豪飾李順興
- 林珮君飾蔡秋敏
- 夏靖庭飾廖金生
- 伊正飾楊志遠
- 黃雨欣飾櫻子
- 陳誼飾張素如
- 許家榮飾王義雄(料理王)
- 范鴻軒飾堂本哲也
- 談學斌飾羅平
- 馬如風飾張明泉
- 李燕飾堂本紀香
- 江國賓飾趙大川
- 王瞳飾王婷/劉婷
- 梁佑南飾葉金鳳
- 張虹飾珮珮
- 陳泰中飾张添福
- 康丁飾羅國慶
- 卜學亮飾高壽山
- 楊少文飾吳建宏
- 楊烈飾佐藤光一
- 陳立芹飾孫蕎蕎
- 李滔飾楊天送
- 周明增飾周福德(客串)
- 严立婷飾廖淑君
- 高明偉飾福叔
- 嚴常銘飾吳忠義
- 李飛飾阿Ken
- 四方飾阿不拉
- 黃宥希飾黃斯文
- 方冰飾廖淑娟
- 秋乃華飾高寶足
- 游耀光飾楊嘉文(客串)
- 陳國慶飾小陳
- 游安順飾阿順(客串)
- 許瀞蔆飾林小霞
- 林奕丞飾林小威
- 陳小菁飾田嬰(客串)
- 楊士維飾趙武忠
- 李玉芬飾李阿满
- 林立青飾玉華
- 蔡幼龍飾評審
- 黃進福飾廖光輝

## 主題曲

### 片頭曲
1. 真情味（2006年8月16日-2006年8月31日）
作詞：朱立勛，作曲：林東松，主唱：施文彬
2. 離開（2006年9月1日-2006年9月29日）
詞曲：盧和生，主唱：詹曼鈴、江宏恩
3. 多情的戀夢（2006年10月2日-2006年10月31日）
詞曲：林東霖、何陽，主唱：孫淑媚、秀蘭瑪雅
4. 人生啊人生（2006年11月1日-2006年11月30日）
作詞：巴布，作曲：蕭蔓萱，主唱：袁小迪
5. 誰人愛你親像我（2006年12月1日-2006年12月22日）
詞曲：吳梵，主唱：王識賢
6. 夢中情網（2006年12月25日-2006年12月29日）
詞曲：林純穗，主唱：秀蘭瑪雅、施文彬
7. 不免你抱歉（2007年1月1日-2007年1月31日）
作詞：張欣喬，作曲：張為，主唱：向蕙玲
8. 錯愛（2007年2月1日-2007年2月28日）
詞曲：傑米，主唱：龍千玉
9. 失落的夢（2007年3月1日-2007年3月30日）
作詞：陳麗芳，作曲：猪俣公章，主唱：陳雷
10. 婚禮的祝福（2007年4月2日-2007年4月30日）
作詞：巴布，作曲：蕭蔓萱，主唱：楊哲
11. 手中情（2007年5月1日-2007年5月31日）
詞曲：小燕子，主唱：翁立友
12. 望鄉思情（2007年6月1日-2007年6月29日）
詞曲：林東霖、何陽，主唱：秀蘭瑪雅、王識賢
13. 紅線情（2007年7月2日-2007年7月31日）
作詞：盧和生，作曲：陳偉強，主唱：甲子慧、王中平
14. 漂浪一生（2007年8月1日-2007年8月31日）
詞曲：石國人，主唱：方瑞娥
15. 愛到絕望（2007年9月3日-2007年9月19日）
詞曲：羅森，主唱：孫淑媚

### 插曲
1. 一生有你來作伴
詞曲：吳梵，主唱：王識賢、謝金燕
2. 想要跟你飛
作詞：盧和生，作曲：陳偉強，主唱：甲子慧
3. 今生共明月
作詞：邱宏瀛、高以德，作曲：高以德，主唱：秀蘭瑪雅、王識賢
4. 人生的歌
詞曲：李秉宗，主唱：黃乙玲
5. 對你這段情
作詞：巴布，作曲：蔓萱，主唱：翁立友、林姍
6. 心肝寶貝
作詞：李坤城、羅大佑，作曲：羅大佑，編曲：羅大佑，主唱：連靜雯(雅芳)，原唱：鳳飛飛

### 預告曲
1. 博杯（2007年1月1日-2007年1月26日）
作詞：武雄，作曲：陳子鴻，主唱：江蕙
2. 等愛的女人（2007年1月29日-2007年2月28日）
詞曲：謝誌豪，主唱：江蕙
3. 是你對不起我（2007年3月1日-2007年3月30日）
詞曲：詹雅雯，主唱：詹雅雯
4. 幸福這遙遠（2007年4月2日-2007年4月30日）
作詞：漁人、張欣喬，作曲：蕭蔓萱、珈瑋，主唱：向蕙玲
5. 隨在你愛（2007年5月1日-2007年5月31日）
作詞：巴布，作曲：羅安，主唱：向蕙玲
6. 為愛潦落去（2007年6月1日-2007年6月29日）
作詞：李岩修，作曲：徐嘉良，主唱：王瑞霞、辦桌阿傑
7. 永遠愛你（2007年7月2日-2007年7月31日）
作詞：李岩修，作曲：徐嘉良，主唱：蘇又鎔、辦桌阿龍
8. 籤詩（2007年8月1日-2007年8月31日）
作詞：騰原俊司，作曲：葉子，主唱：蔡秋鳳
9. 海中船（2007年9月3日-2007年9月19日）
作詞：郭之儀，作曲：郭之儀，主唱：張秀卿

### 片尾曲
1. 今夜台北城（2006年8月16日-2006年8月31日）
詞曲：郭之儀，主唱：袁小迪、曾心梅
2. 多情的戀夢（2006年9月1日-2006年9月29日）
詞曲：林東霖、何陽，主唱：孫淑媚、秀蘭瑪雅
3. 離開（2006年10月2日-2006年10月31日）
詞曲：盧和生，主唱：詹曼鈴、江宏恩
4. 多情的戀夢（2006年11月1日-2006年11月3日）
詞曲：林東霖、何陽，主唱：孫淑媚、秀蘭瑪雅
5. 愛你一千一萬年（2006年11月6日-2006年11月6日）
作詞：吳梵 ，作曲:吳梵、東霖、何陽，主唱：王識賢、孫淑媚
6. 誰人愛你親像我（2006年11月7日-2006年11月30日）
詞曲：吳梵，主唱：王識賢
7. 自戀（2006年12月1日-2006年12月29日）
詞曲：盧和生、Over，主唱：沈芳如
8. 夢中情網（2007年1月1日-2007年1月31日）
詞曲：林純穗，主唱：秀蘭瑪雅、施文彬
9. 不免你抱歉（2007年2月1日-2007年2月28日）
作詞：張欣喬，作曲：張為，主唱：向蕙玲
10. 錯愛（2007年3月1日-2007年3月30日）
詞曲：傑米，主唱：龍千玉
11. 失落的夢（2007年4月2日-2007年4月11日）
作詞：陳麗芳，作曲：猪俣公章，主唱：陳雷
12. 聲聲叫著你（2007年4月12日-2007年4月30日）
詞曲：陳宏銘，主唱：陳雷
13. 拼出第一名（2007年5月1日-2007年5月31日）
詞曲：鄭舜元，主唱：楊哲
14. 手中情（2007年6月1日-2007年6月29日）
詞曲：小燕子，主唱：翁立友
15. 望鄉思情（2007年7月2日-2007年7月17日）
詞曲：林東霖、何陽，主唱：秀蘭瑪雅、王識賢
16. 女人啊女人（2007年7月18日-2007年7月31日）
作詞：蔡秋鳳，作曲：葉子，主唱：蔡秋鳳
17. 紅線情（2007年8月1日-2007年8月31日）
作詞：盧和生，作曲：陳偉強，主唱：甲子慧、王中平
18. 漂浪一生（2007年9月3日-2007年9月19日）
詞曲：石國人，主唱：方瑞娥

## 收視率
| 播映日期                 | 週數 | 平均收視率 | 排名 | 集數    | 備註                          |
| ------------------------ | ---- | ---------- | ---- | ------- | ----------------------------- |
| 2006年8月16日－8月18日   | 1    | 3.79       | 3    | 01-03   |                               |
| 2006年8月21日－8月25日   | 2    | 5.75       | 2    | 04-08   |                               |
| 2006年8月28日－9月1日    | 3    |            |      | 09-13   |                               |
| 2006年9月4日－9月8日     | 4    | 6.31       | 1    | 14-18   |                               |
| 2006年9月11日－9月15日   | 5    | 5.91       | 1    | 19-23   |                               |
| 2006年9月18日－9月22日   | 6    | 6.11       | 1    | 24-28   |                               |
| 2006年9月25日－9月29日   | 7    | 6.19       | 1    | 29-33   |                               |
| 2006年10月2日－10月6日   | 8    | 6.01       | 1    | 34-38   |                               |
| 2006年10月9日－10月13日  | 9    | 7.26       | 1    | 39-43   |                               |
| 2006年10月16日－10月20日 | 10   | 7.12       | 1    | 44-48   |                               |
| 2006年10月23日－10月27日 | 11   | 7.36       | 1    | 49-53   |                               |
| 2006年10月30日－11月3日  | 12   |            |      | 54-58   |                               |
| 2006年11月6日－11月10日  | 13   | 7.35       | 1    | 59-63   |                               |
| 2006年11月13日－11月17日 | 14   | 6.97       | 1    | 64-68   |                               |
| 2006年11月20日－11月24日 | 15   | 7.16       | 1    | 69-73   |                               |
| 2006年11月27日－12月1日  | 16   | 6.97       | 1    | 74-78   |                               |
| 2006年12月4日－12月8日   | 17   | 6.94       | 1    | 79-83   |                               |
| 2006年12月11日－12月15日 | 18   | 7.15       | 1    | 84-88   |                               |
| 2006年12月18日－12月22日 | 19   | 7.07       | 1    | 89-93   |                               |
| 2006年12月25日－12月29日 | 20   | 7.82       | 1    | 94-98   |                               |
| 2007年1月1日－1月5日     | 21   | 9.14       | 1    | 99-103  |                               |
| 2007年1月8日－1月12日    | 22   | 9.12       | 1    | 104-108 |                               |
| 2007年1月15日－1月19日   | 23   | 8.75       | 1    | 109-113 |                               |
| 2007年1月22日－1月26日   | 24   | 8.34       | 1    | 114-118 |                               |
| 2007年1月29日－2月2日    | 25   | 7.90       | 1    | 119-123 |                               |
| 2007年2月5日－2月9日     | 26   | 8.41       | 1    | 124-128 |                               |
| 2007年2月12日－2月16日   | 27   | 7.12       | 1    | 129-133 |                               |
| 2007年2月19日－2月23日   | 28   | 5.02       | 1    | 134-138 |                               |
| 2007年2月26日－3月2日    | 29   | 6.44       | 1    | 139-143 |                               |
| 2007年3月5日－3月9日     | 30   | 6.53       | 1    | 144-148 |                               |
| 2007年3月12日－3月16日   | 31   | 7.13       | 1    | 149-153 |                               |
| 2007年3月19日－3月23日   | 32   | 6.32       | 1    | 154-158 |                               |
| 2007年3月26日－3月30日   | 33   | 6.54       | 1    | 159-163 |                               |
| 2007年4月2日－4月6日     | 34   | 6.36       | 1    | 164-168 |                               |
| 2007年4月9日－4月13日    | 35   | 6.24       | 1    | 169-173 |                               |
| 2007年4月16日－4月20日   | 36   | 5.34       | 1    | 174-178 |                               |
| 2007年4月23日－4月27日   | 37   | 5.50       | 1    | 179-183 |                               |
| 2007年4月30日－5月4日    | 38   | 5.29       | 1    | 184-188 |                               |
| 2007年5月7日－5月11日    | 39   | 4.60       | 1    | 189-193 |                               |
| 2007年5月14日－5月18日   | 40   | 5.42       | 1    | 194-198 |                               |
| 2007年5月21日－5月25日   | 41   | 5.68       | 1    | 199-203 |                               |
| 2007年5月28日－6月1日    | 42   | 6.16       | 1    | 204-208 |                               |
| 2007年6月4日－6月7日     | 43   | 6.21       | 1    | 209-213 |                               |
| 2007年6月11日－6月15日   | 44   | 5.90       | 1    | 214-218 |                               |
| 2007年6月18日－6月22日   | 45   | 5.69       | 1    | 219-223 |                               |
| 2007年6月25日－6月29日   | 46   | 5.21       | 2    | 224-228 |                               |
| 2007年7月2日－7月6日     | 47   | 5.17       | 2    | 229-233 |                               |
| 2007年7月9日－7月13日    | 48   | 5.16       | 2    | 234-238 |                               |
| 2007年7月16日－7月20日   | 49   | 4.90       | 2    | 239-243 |                               |
| 2007年7月23日－7月27日   | 50   | 4.94       | 2    | 244-248 |                               |
| 2007年7月30日－8月3日    | 51   | 5.75       | 1    | 249-253 |                               |
| 2007年8月6日－8月10日    | 52   | 5.11       | 2    | 254-258 |                               |
| 2007年8月13日－8月17日   | 53   | 5.81       | 2    | 259-263 |                               |
| 2007年8月20日－8月24日   | 54   | 5.23       | 2    | 264-268 |                               |
| 2007年8月27日－8月31日   | 55   | 4.74       | 2    | 269-273 |                               |
| 2007年9月3日－9月7日     | 56   | 5.03       | 2    | 274-278 |                               |
| 2007年9月10日－9月14日   | 57   | 4.64       | 2    | 279-283 |                               |
| 2007年9月17日－9月19日   | 58   | 6.70       | 1    | 284-286 | 286全劇終接檔《我一定要成功》 |
| 平均收視                 | 1-58 | 6.33       | 1    | 1-286   |                               |

## 外部連結
- 華視《天下第一味》官方網站 （页面存档备份，存于）

1. 1 2  楊起鳳. . 聯合報. 2006-04-27. 三立為了和先前戲路做差異，由馮凱製作的《台灣第一味》新戲將改走平民與美食路線，並以日本漫畫《中華一番》為藍本，除了已確定的陳昭榮、葉全真外，三立老班底包括廖峻、苗可麗、連靜雯、林秀玲等人也將參與演出，狄鶯與周幼婷及王耀慶則是首度加盟。
2. ↑  .   [2021-08-14]. （原始内容存档于2021-08-14）.
3. ↑  .   [2021-08-14]. （原始内容存档于2021-08-14）.
4. ↑  .   [2021-08-14]. （原始内容存档于2021-08-14）.